# Alberto Ribeiro de Oliveira Mota
Alberto Ribeiro de Oliveira Mota (Mogi Mirim, 13 de maio de 1879 – Rio de Janeiro, 22 de março de 1962) foi um médico brasileiro.
Foi eleito membro da Academia Nacional de Medicina em 1908, ocupando a Cadeira 71, que tem José Antônio de Abreu Fialho como patrono, e onde é patrono da cadeira 69.